# Coll de la Dona Morta
Coll de la Dona Morta är ett bergspass i Spanien.   Det ligger i provinsen Província de Girona och regionen Katalonien, i den östra delen av landet, 600 km öster om huvudstaden Madrid. Coll de la Dona Morta ligger 737 meter över havet.
Terrängen runt Coll de la Dona Morta är kuperad söderut, men norrut är den bergig. Coll de la Dona Morta ligger uppe på en höjd.Runt Coll de la Dona Morta är det ganska glesbefolkat, med 38 invånare per kvadratkilometer. Närmaste större samhälle är Llançà, 16,8 km sydost om Coll de la Dona Morta. I omgivningarna runt Coll de la Dona Morta växer i huvudsak blandskog.